# 國際消防員協會
國際消防員協會（International Association of Fire Fighters，IAFF）是美國與加拿大職業消防員的工會聯盟，為美國勞工聯合會-產業工會聯合會和加拿大全國總工會從屬工會，在美國各州與加拿大擁有超過32個地方工會與30多萬名個人會員。
國際消防員協會總部位於美國華盛頓特區，是積極活躍的遊說團體。目前，該組織正積極與英國消防隊工會、澳洲消防員聯合工會與紐西蘭職業消防員聯盟對話，希望未來能籌組跨洲性質的全球消防員聯盟。

## 外部連結
- 國際消防員協會官方網站 （英文）